# Brenda Vargas Matyi
Brenda Magali Vargas Matyi (La Matanza, Argentina; 30 de mayo de 1994) es una política argentina del Partido Justicialista. Es Diputada de la Nación Argentina por la Provincia de Buenos Aires desde 2021.

## Biografía
Militante del Partido Justicialista, fue secretaria de la Juventud del partido de La Matanza.
En 2021 fue electa Diputada de la Nación Argentina por la Provincia de Buenos Aires en la lista Frente de Todos, con 26 años fue la representante más joven.

## Historial electoral
| Año  | Candidatura                            | Partido/Coalición                     | Elección     | votos     | Porcentaje       | Resultado                  |
| ---- | -------------------------------------- | ------------------------------------- | ------------ | --------- | ---------------- | -------------------------- |
| 2021 | Diputado de la Nación por Buenos Aires | Partido Justicialista/Frente de Todos | Legislativas | 3.444.446 | \| \| 38,59 % \| | Electa (13.er lugar lista) |
|      | 38,59 %                                |                                       |              |           |                  | Electa (13.er lugar lista) |

## Vida personal
Oriunda de Villa Constructora, sus bisabuelos llegaron a Argentina tras la guerra civil española.